# 一个馒头引发的血案
《一个馒头引发的血案》是中国大陆自由职业者胡戈创作的一部网络短片，其内容重新剪辑了电影《无极》和中国中央电视台社会与法频道節目《中国法治报道》，以惡搞的方式重新演绎，諷刺了原电影《无极》的故事情节和主旨。该片在2005年底制作完成，并广泛流传于中国大陆互联网。

## 简介
在一个著名的娱乐场，工作人员倾城和王经理因为长期被拖欠工资而上演跳楼秀，后来两人因为感情问题發生争论，最后大打出手，这时，一个神秘身穿盔甲的人物从天而降，杀死了王经理，离开了。
警察奉命调查，发现神秘人身穿的盔甲竟然是城管队著名的真田小队长，他们派出谈判专家满神与真田小队长彻夜长谈以询问原委，可小队长说那天不是他。后来警察又锁定了小队长的部下昆仑，可是没有证据，警察束手无策。
这时，贵公子无歡站了出来，说是小队长幹的，于是，真田小队长和倾城被拘捕了。在法庭上，昆仑突然承认是他干的，于是法官决定给他们分别定罪（其中昆仑被判死刑，真田小队长因为没有管好部下被判玩忽职守罪，倾城因为在公共场合多次脱衣，有伤风化，被判劳教一年），刑法由无歡执行。
在执行过程中，无歡拿起了一个馒头：告诉了他们一个秘密，这个阴谋是他策划的，而他是为了报复倾城......

## 評價
- 2006年2月11日晚，《无极》导演陈凯歌在柏林向媒体透露，已经起诉胡戈，要解决到底，并称“一个人不能无耻到这样的地步”[2]。
- 中国中央电视台社会与法频道编辑部相关负责人称，《一个馒头引发的血案》很有创意，未侵犯频道利益，不会起诉胡戈。
- 2006年2月14日，网易、搜狐、人民网等网络媒体纷纷制作了倾向于胡戈的专题页面，肯定胡戈的作品给网民带来快乐的价值，并且支持胡戈作为一个公民运用网络视频对文艺作品发表评论的权利。在这些专题的评论页面上，几乎所有的评论者都支持胡戈，同时对电影《无极》的艺术水平做出了负面的评价。

## 結局
胡戈在此间对短片引发的意想不到的诉讼做出声明：向有关方面道歉，但是不承认侵权。
陈凯歌起诉胡戈的计划最终因舆论压力不了了之。

## 影響
《一个馒头引发的血案》及其相关诉讼激起社会反响后，中国大陆商业大片的艺术水准、以及面对受众的姿态问题，成为网民广泛谈论的话题；此外，“恶搞”这一概念也开始登堂入室，被网民和网络内容提供商广泛谈论和效仿。

## 外部連結
- 胡戈广告作品胡戈广告
- Youtube上的《一个馒头引发的血案》 （页面存档备份，存于）（影片觀看：片長20分鐘）
- 《一個饅頭引發的血案》
- 人民网報道專頁 （页面存档备份，存于）
- 一個饅頭收藏館：收藏相關片段和新聞、評論
- 香港獨立媒體：人民開咪 - 一個饅頭引起的版權案